# Alfred Berruyer
Pour les articles homonymes, voir Berruyer.
Alfred Berruyer (Roybon, 15 mai 1819 - Grenoble, 28 novembre 1901) est un architecte français du XIXe siècle.

## Biographie
Alfred Berruyer a été, à l'école des Beaux-Arts de Paris, l'élève de Félix Duban et de Louis Visconti, auteur du tombeau de Napoléon Ier, puis fut influencé par Eugène Viollet-le-Duc. Il a bâti de nombreuses églises faisant de l'Isère le département qui a le plus reconstruit d'églises au XIXe siècle. Alfred Berruyer a été nommé architecte diocésain de Grenoble en 1853, avec l'appui du clergé, et a commencé sa carrière face aux architectes et aux pouvoirs politiques locaux républicains. Il s'est rapidement réservé le "marché" de la reconstruction des églises en proposant deux modèles : néo-roman pour les villages et néo-gothique pour les villes. Apparenté à des familles de cimentiers, il a le premier employé les ciments moulés en lieu et place de la pierre de taille lorsque les budgets étaient restreints ; utilisant le terme de "pierre factice" afin de mieux convaincre les commanditaires.
Il a construit l'église Saint-Bruno de Voiron, néo-gothique avec une façade harmonique reprenant celle de Notre-Dame de Paris, dont le projet date de 1857. Il propose des déjà certaines éléments en ciment moulé. Il reprend le chantier de l'église Saint Bruno de Grenoble (concours gagné par l'architecte Durand, de Paris, et chantier démarré par Eugène Péronnet de Grenoble) et dessine ceux du Couvent Notre-Dame de la Délivrande à Saint-Martin d'Hères.
Il a dirigé la restauration de la Cathédrale Notre-Dame de Grenoble en 1881, face à la mairie républicaine qui installe une horloge sur le clocher. Les morceaux de son porche ont été démontés et stockés dans la poudrière de Grenoble.
Il construit aussi le clocher surmonté d'une statue de la vierge de l'église Sainte-Marie-d'en-Haut à Grenoble, enlevé en 1936.
Il s'est marié le 8 février 1848 à Lyon avec Antoinette Joséphine Marie Louise Charel (née le 19 septembre 1823 à Lyon).

## Principales réalisations
Parmi ses réalisations :

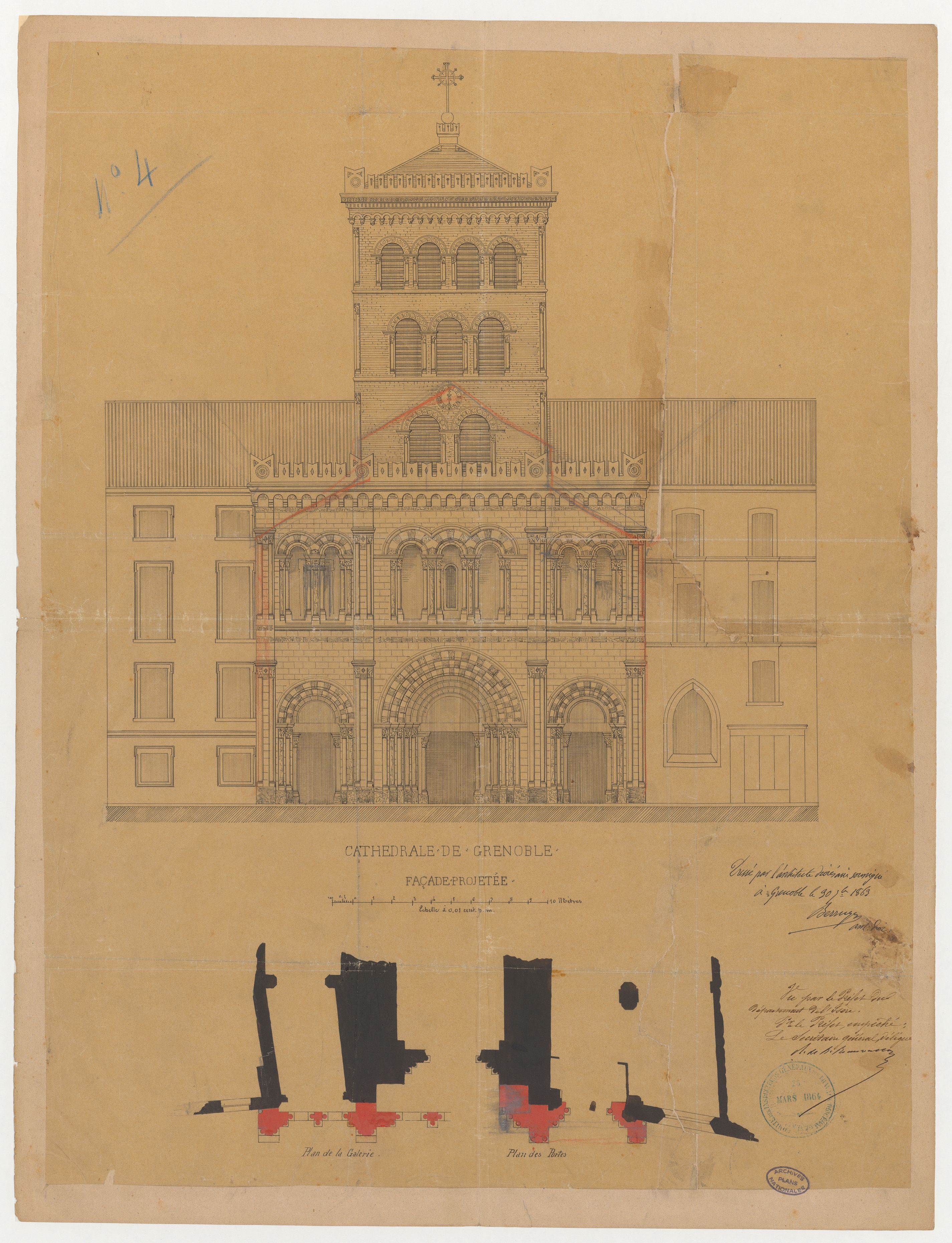
Projet de façade (cathédrale de Grenoble), 1863)

- Basilique Notre-Dame de l'Osier[7] (1858-1873) ;
- église Saint-Bruno de Grenoble (1869-1878) ;
- église Saint-Bruno de Voiron (1864-1883) ;
- église de Notre-Dame-de-la-Délivrande à Saint-Martin d'Hères (1887) ;
- clocher de l'église Sainte-Marie-d'en-Haut à Grenoble (1890-1891) ;
- clocher (et tourelle) de l'église Saint-Symphorien de Morestel ;
- église Notre-Dame-de-l'Assomption de Sermérieu ;
- église Saints-Martin-et-Roch de Courtenay (1907) ;
- église Saint-Nizier de Champier ;
- église Saint-Martin de Cessieu (1863-1866) ;
- église Saint-Laurent d'Arzay ;
- église Saint-Didier de Voreppe (1852-1862) ;
- église Saint-Barthélemy de Genas (1878) ;
- église Saint-Barthélémy de Chaponnay (1853) ;
- église Sainte-Madeleine de Sardieu (1862) ;
- église Saint-Laurent de Vézeronce (1859-1860) ;
- église Saint-André de Passins (1861) ;
- église Saint-Laurent de Marcollin (1862-1864) ;
- église Saint-André de Thodure (1863) ;
- église Saint-Étienne de Saint-Étienne-de-Saint-Geoirs ;
- église Saint-Laurent de Saint-Laurent-du-Pont (1866) ;
- chapelle du Saint-Cœur-de-Marie à Gap (1854-1857) ;
- église Saint-André de Saint-André-le-Gaz ;
- église Saint-Jean-Baptiste de Roybon (1878) ;
- église Saint-Jean-Baptiste de Biol-le-Bas ;
- église Notre-Dame-de-l'Assomption de La Mure (1890) ;
- église Saint-Martin de Bessins (1856) ;
- chapelle Sainte-Agnès à Saint-Martin-le-Vinoux ;
- château de Miribel à Villard-Bonnot ;
- château du général Chabaud-Latour à Uriage ;
- château d'Arzay à Porte-des-Bonnevaux (1880) ;
- pensionnat de l'Aigle à Grenoble ;
- hôtels particuliers à Grenoble ;
- hôtel de préfecture de l'Isère à Grenoble[réf. nécessaire] ;
- réfection du palais de Justice à Grenoble (reconstruction après incendie en 1897) ;
- restauration et porche de la Cathédrale Notre-Dame de Grenoble (1863) ;
- hippodrome de Lignières (1879) ;
- église Saint-Valère (1895-1897) et chapelle des papeteries (1847) à Rives ;
- plans de l'église du sanctuaire de Notre-Dame de La Salette[2].